# Рошак, Цецилия
Цецилия Ро́шак (пол. Cecylia Roszak OP, урожд. Мария; 25 марта 1908 года — 16 ноября 2018 года) — польская монахиня, доминиканка, праведник народов мира. На момент смерти являлась одной из старейших монахинь в мире.

## Биография
Она родилась 25 марта 1908 года и имела имя Мария. Получила образование в государственном женском торгово-ремесленном училище в Познани. В возрасте 21 года поступила в монастырь сестёр-доминиканок в Кракове, а 7 февраля 1931 дала первые монашеские обеты. В 1938 году приехала в Вильнюс для постройки с группой сестер-доминиканок нового монастыря, но этот замысел не был реализован из-за начала войны.
Во время оккупации Вильнюса она, вместе с другими монахинями, скрывала евреев от холокоста, в том числе одного из лидеров польских харцеров Адама Ковнера. В знак признания заслуг, связанных со спасением евреев, получила звание праведника народов мира.
После окончания войны она приехала в Краков. В краковском монастыре доминиканок Рошак выполняла множество функций и избиралась настоятельницей.
В возрасте 101 года Сесилия перенесла операцию на тазобедренном и коленном суставах, однако всё равно продолжала активно участвовать в делах монастыря.
16 ноября 2018 года Рошак скончалась в возрасте 110 лет.